# 布爾皮特 (伊利諾伊州)
布爾皮特（英語：Bulpitt）是位於美國伊利諾伊州克里斯蒂安縣的一個村落。

## 地理
布爾皮特的座標為39°35′30″N 89°25′31″W / 39.59167°N 89.42528°W，而該地最高點為海拔高度183米（即600英尺）。

## 人口
根據2010年美國人口普查的數據，布爾皮特的面積為1.80平方千米，當中陸地面積為1.80平方千米，而水域面積為0.00平方千米。當地共有人口222人，而人口密度為每平方千米123人。